# Jaworzno
Jaworzno (uitspraak: [jaˈvɔʐnɔ], ong. javozjno) (Duits: Arnshalde) is een stad in het Poolse woiwodschap Silezië. De oppervlakte bedraagt 152,2 km², het inwonertal 96.606 (2005).

## Verkeer en vervoer
- Station Jaworzno
- Station Jaworzno Azot
- Station Jaworzno Byczyna
- Station Jaworzno Niedzieliska
- Station Jaworzno Szczakowa Lokomotywownia
- Station Jaworzno Szyb Sobieski
- Station Bory
- Station Knieje

## Geschiedenis
In Jaworzno was tijdens de Tweede Wereldoorlog Kamp Neu-Dachs gevestigd, een buitenkamp van Auschwitz.

## Geboren
- Stanisław (Stani) Gzil (1949), voetballer en voetbalcoach.
- Basia Trzetrzelewska (1954), jazzzangeres
- Jan Urban (1962), voetballer en voetbalcoach

Stadsdistricten:
Bielsko-Biała ·
Bytom ·
Dąbrowa Górnicza ·
Gliwice ·
Jaworzno ·
Katowice ·
Jastrzębie Zdrój ·
Chorzów ·
Mysłowice ·
Piekary ·
Ruda Śląska ·
Rybnik ·
Siemianowice ·
Sosnowiec ·
Świętochłowice ·
Częstochowa ·
Tychy ·
Zabrze ·
Żory

Districten:
Będzin ·
Bielsko-Biała ·
Bieruń-Lędziny ·
Cieszyn ·
Częstochowa ·
Gliwice ·
Kłobuck ·
Lubliniec ·
Mikołów ·
Myszków ·
Pszczyna ·
Racibórz ·
Rybnik ·
Tarnowskie Góry ·
Wodzisław ·
Zawiercie ·
Żywiec